# Блудов Дмитро Миколайович
Блудов Дмитро Миколайович (рос. Дми́трий Никола́евич Блу́дов; нар. 5 (16) квітня 1785, Романово — 19 лютого (2 березня) 1864, м. Санкт-Петербург) — російський літератор і державний діяч, міністр внутрішніх справ (1832—1838), голова Другого відділення Імператорської канцелярії (1839—1861), голова Державної ради Російської імперії (з 1862) і Комітету міністрів (з 1861). Дійсний таємний радник (з 1839). Граф від 1842 року. Член Російської академії (1831). З 1855 року очолював Петербурзьку академію наук.

## Життєпис
Походив з пересічного дворянського роду Блудових. Народився в селі Романово Шуйського повіту Володимирської губернії, в батьківському маєтку Романово. Рано втративши батька, виховувався матір'ю Катериною Єрмолаївною, донькою статського радника Єрмолая Васильовича Тишина. Переїхавши з нею до Москви, в 1800 році вступив на службу в архів закордонних справ, де познайомився з братами Тургенєвими, Дашковим і Вігелєм. У своїх записках останній не шкодує добрих слів по відношенню до Блудову, надавати йому згодом протекцію.
Завдяки заступництву дружини фельдмаршала Каменського молодий Блудов перейшов на дипломатичну службу в іноземну колегію й переїхав до Петербурга. Як двоюрідний брат В. О. Озерова і двоюрідний племінник Г. Р. Державіна він був прийнятий столичними літераторами. Разом із Жуковським перебував у лавах молодих письменників, які під прапором Карамзіна боролися зброєю іронії проти крайнощів школи Шишкова.
Рано вступивши на дипломатичне терені, Блудов обмежував свою участь в літературі тісними зв'язками з молодими письменниками карамзинського кола, які нерідко зверталися до нього за порадами. У 1815 році Блудов, Дашков і ще кілька людей організували товариство «Арзамас», де Блудову було присвоєно жартівливе ім'я «Кассандра». Після смерті Карамзіна готував до друку останній, незакінчений том «Історія держави Російської». Відомо, що незадовго перед своєю смертю історіограф вказав імператору Миколі на Блудова як на людину консервативного і разом з тим освіченого, тобто гідного зайняти місце у вищій державній адміністрації

## Родина

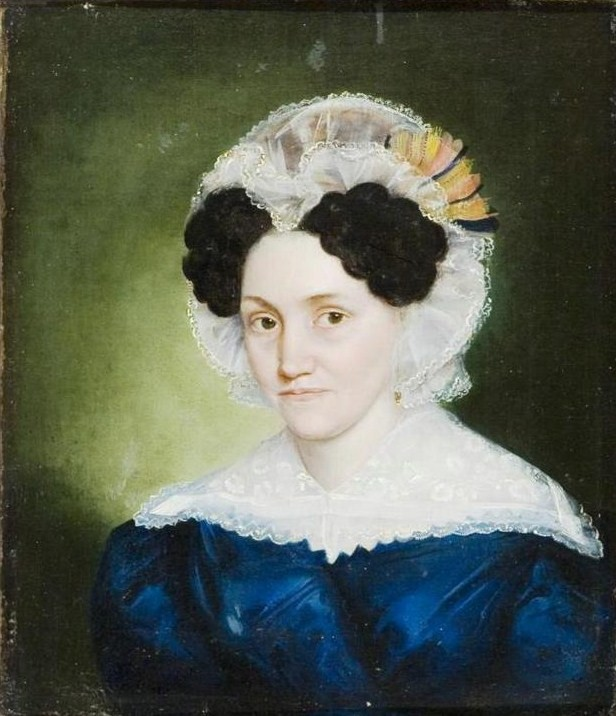
Ганна Андріївна, дружина

Дружина: Ганна Андріївна Щербатова (1777—1848).
Діти:
- Антоніна Дмитрівна (1813—1891) — фрейліна, автор «Записок» зі спогадами про Пушкіна.
- Лідія Дмитрівна (1815—1882) — фрейліна, у шлюбі з 1837 р. за Єгором Івановичем Шевич (1808—1849), сином І. Є. Шевич.
- Андрій Дмитрович (1817—1886) — дипломат, обіймав посаду посла в Швеції, потім в Бельгії.
- Вадим Дмитрович (1819—1902).